# Futsal Club Brasil-Dornbirn
Il Futsal Club Brasil-Dornbirn è una squadra austriaca di calcio a 5 con sede a Dornbirn, nel Vorarlberg.

## Storia
Fondata nel 2004 da un gruppo di ragazzi originari del Brasile, nel febbraio del 2007 la società ha inaugurato l'attività di calcio a 5. Nella stagione 2008-09 ha disputato la massima divisione del campionato austriaco di calcio a 5.

## Rosa 2008-09
| N. |                     | Ruolo | Calciatore                |
| -- | ------------------- | ----- | ------------------------- |
| -  | Italia (bandiera)   |       | Diego Colusso             |
| -  | Austria (bandiera)  |       | Leonir Mitterer           |
| -  | Austria (bandiera)  |       | Rafael Mitterer           |
| -  | Austria (bandiera)  |       | Sandro Schopenauer        |
| -  | Brasile (bandiera)  |       | Célio Antonio Trevisan    |
| -  | Germania (bandiera) |       | Ervino Behrend            |
| -  | Brasile (bandiera)  |       | Cesar Augusto Bressan     |
| -  | Brasile (bandiera)  |       | Jean Carlos Dal Vesco     |
| -  | Germania (bandiera) |       | Allan Giovani Dalla Costa |
| -  | Brasile (bandiera)  |       | Rodrigo Donatti           |
| -  | Austria (bandiera)  |       | Mauro Gilberto Huber      |

| N. |                     | Ruolo | Calciatore                       |
| -- | ------------------- | ----- | -------------------------------- |
| -  | Brasile (bandiera)  |       | Ernesto Luis Schneider           |
| -  | Brasile (bandiera)  |       | Antonio Carlos de Sa Andrade     |
| -  | Italia (bandiera)   |       | Juliano Brandalise               |
| -  | Germania (bandiera) |       | Paulo Roberto Brecht             |
| -  | Brasile (bandiera)  |       | Cristian Carbonera               |
| -  | Italia (bandiera)   |       | Jaime Cavalli                    |
| -  | Brasile (bandiera)  |       | Ueverton Da Silva                |
| -  | Italia (bandiera)   |       | Valdir José Della Vecchia Junior |
| -  | Austria (bandiera)  |       | Paulo Roberto Josefi             |
| -  | Austria (bandiera)  |       | Schuster Margreiter              |
| -  | Austria (bandiera)  |       | Laudemir Mitterer                |
| -  | Brasile (bandiera)  |       | Grisley Muniz                    |